# Бенёвский, Мориц Август
Мо́риц либо Маури́ций фон Бе́нёвский (словац. Móric Beňovský, венг. Benyovszky Móric, 20 сентября 1746, Врбау — 23 марта 1786, Мадагаскар) — венгерско-словацкий гусар, моряк, революционер и путешественник, закончивший свою богатую приключениями жизнь пиратом и королём Мадагаскара.

## Центральная Европа
Родился в 1746 году в городке Врбове в Королевстве Венгрия, где провёл детство. Отец Самуэл Бенёвский был австрийским полковником польского происхождения, мать Розалия Ревай — дочерью спишского епископа, с венгерскими и словацкими корнями. Семья состояла из 13 человек, в том числе трёх единоутробных сестёр Морица от первого брака матери и единокровной сестры от первого брака отца. В раннем детстве — в 1752 году — по-видимому, сломал ногу, из-за чего до конца жизни прихрамывал. Обучался военному делу с 10-летнего возраста, в 16 лет поступил на австрийскую военную службу, принимал участие в Семилетней войне (1756–1763), которую окончил в чине гусарского капитана.
После войны 17-летний Мориц безуспешно пытался вступить в права наследства, так как отец, недовольный его буйным склочным характером, перед смертью завещал родовое поместье вместо него мужьям своих дочерей. Строптивый сын не смирился с последней волей отца и с помощью верных слуг и наемников-гайдуков выгнал сестёр с их мужьями вон. Родственники добились заступничества императрицы Марии-Терезии. Обвинённый не только в «самоуправстве», но и в «ереси», Бенёвский был лишён наследства и скрылся в Польше, где женился по лютеранскому обряду в селе Вельканоц. Занялся изучением мореплавания и географии, готовясь отплыть в Индию, но в 1768 году началось восстание Барской конфедерации, и он присоединился к армии повстанцев. Во время боевых действий проявил себя с лучшей стороны и завязал знакомство с Казимиром Пулавским и другими деятелями польского национального движения.

## Ссылка и побег

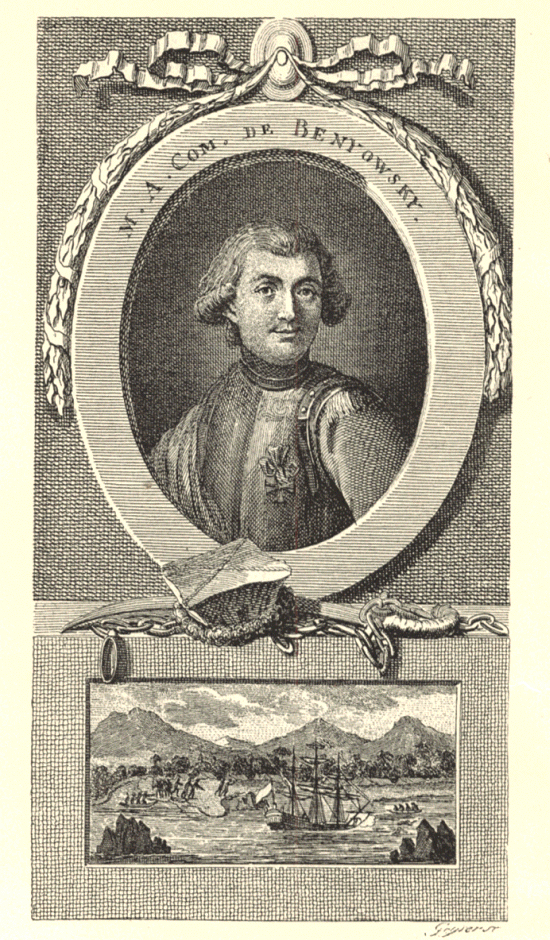
Мориц Бенёвский и его корабль. Гравюра из издания книги Мора Йокаи «Граф Мориц Бенёвский» 1891 г.

### Повстанческая деятельность
При подавлении восстания русскими войсками Бенёвский попал в плен, но был выпущен «под честное слово». Вернувшись в строй и пройдя от Хотина к Станиславову, вновь был взят в плен и интернирован в Киев, а оттуда в Казань, на постой к местному купцу Вислогузову. В ночь на 7 ноября 1769 года Бенёвский, вместе с близким приятелем, шведом Адольфом Винбланом, бежали из Казани. Выкрав документы и подорожную, они смогли беспрепятственно добраться до Санкт-Петербурга. Там Бенёвский попытался договориться с капитаном голландского корабля, выдав себя за английского матроса. Но деньги у беглецов уже закончились, а осторожный голландец, выслушав обещания расплатиться в первом же заграничном порту, предпочёл выдать самозванцев местным властям. В Петропавловской крепости Бенёвский предстал перед следственной комиссией графа Панина. С него взяли подписку «никогда не поднимать оружие против России», а однажды выехав, не возвращаться. Однако, вместо освобождения, 4 декабря 1769 года Бенёвского и Винблана посадили в сани и под конвоем повезли в ссылку на Камчатку, «чтобы снискивали там пропитание трудом своим».

### Путь на Камчатку
Путешествие через всю Россию длилось около 8 месяцев. Во Владимире к ним присоединили поручика гвардии Панова, капитана Степанова, подпоручика Батурина. В Охотске ссыльных посадили на двухмачтовый галиот «Святой Пётр», гружёный товарами для Камчатки. Ещё в порту у Бенёвского возник замысел захватить судно и повернуть к берегам Японии. В заговор удалось вовлечь трёх матросов из ссыльных арестантов: Алексея Андреянова, Степана Львова, Василия Ляпина и штурмана Максима Чурина. Но по пути галиот попал в сильный шторм. Потеряв грот-мачту, 12 сентября 1770 года «Святой Пётр» прибыл в Большерецкий острог. В административном центре Большерецке был казённый командирский дом, в нём помещалась канцелярия коменданта капитана Нилова, церковь, 4 кладовых амбара, 23 купеческих лавки и 41 обывательский дом на 90 «постояльцев» — и 70 человек гарнизона, из которых 40-50 всегда были в разъездах. Помимо обывателей, в Большерецке находилось несколько десятков ссыльных разных чинов и званий — от придворных и гвардейских офицеров до мастеровых и крестьян, живших в условиях относительной свободы — на съёмных квартирах.

### «Большерецкий бунт», захват Камчатки, «объявление в Сенат»
Бенёвский быстро сделался «своим человеком» в обществе ссыльных-старожилов. Особенно близко он сошёлся с гвардейским поручиком Петром Хрущовым, сосланным за «оскорбление величества», и поселился у него. Именно Хрущов давно разработал план побега с Камчатки на захваченном корабле. Однако захватить корабль и незаметно выйти на нём в море было невозможно.
Бенёвский внёс в план Хрущова радикальные изменения: поднять восстание, арестовать коменданта, нейтрализовать гарнизон, а уже потом подготовить корабль к плаванию и выйти в море. Заговорщики неутомимо искали единомышленников среди ссыльных и местных жителей-камчадалов, но вели себя крайне осторожно. Приятели поддерживали хорошие отношения с комендантом Ниловым — заходили в гости и давали уроки его сыну. Капитан Нилов был неплохим человеком, но сильно пьющим и не придавал значения слухам о готовившемся побеге. Постепенно Бенёвскому удалось вовлечь в заговор значительную часть активного населения острога — около пятидесяти человек, а также зверобоев купца Холодилова. К заговорщикам примкнули местные жители: священник Устюжанинов с сыном, шельмованный казак Рюмин с женой, канцелярист Судейкин и многие другие.
Обывателям заговорщики внушали, что «страдают за великого князя Павла Петровича». В сборнике «Русский архив» за 1885 год сказано: «Бенёвский в особенности показывал какой-то зелёный бархатный конверт, будто бы за печатью его высочества, с письмом к императору римскому о желании вступить в брак с его дочерью и утверждал, что, будучи сослан за сие тайное посольство, он, однако же, умел сохранить у себя столь драгоценный залог высочайшей к нему доверенности, который и должен непременно доставить по назначению».
Весной 1771 года восстание было подготовлено, бунтовщики вооружены пистолетами с достаточным запасом пуль и пороха. Накануне бунта Нилову донесли о готовящихся «беспорядках», он тотчас послал команду солдат, чтобы арестовать Бенёвского, но на этом успокоился и снова напился. Однако ссыльные сами схватили и разоружили солдат. А в три часа ночи c 26 на 27 апреля 1771 года повстанцы ворвались в дом Нилова. Спросонья тот схватил Бенёвского за шейный платок и чуть было не придушил. На помощь барону поспешил Панов и выстрелом из штуцера смертельно ранил Нилова в голову. Промышленники довершили убийство. В ту же ночь были захвачены канцелярия и склады, а Бенёвский провозглашён «командиром Камчатки». Большерецк был взят без боя, если не считать перестрелку с казаком Черных, укрывшимся в своём доме. Кроме Нилова, больше ни один человек не пострадал.
После похорон коменданта Нилова Бенёвский приказал священнику отворить в церкви царские врата и вынести из алтаря крест и Евангелие — каждый из бунтарей был обязан при всех присягнуть на верность «царевичу Павлу Петровичу». К 29 апреля 1771 года на реке Большой построили одиннадцать больших паромов, погрузили на них пушки, оружие, боеприпасы, топоры, железо, столярный, слесарный, кузнечный инструменты, различную материю и холст, деньги из Большерецкой канцелярии в серебряных и медных монетах, пушнину, муку, вино и прочее. В тот же день, в два часа пополудни, паромы отвалили от берега и пошли вниз по течению в Чекавинскую гавань, чтобы подготовить корабль к плаванию.
7 мая 1771 года «Св. Пётр» был готов к отплытию. Но ещё четыре дня не трогались в путь — Степанов и Бенёвский от имени всех заговорщиков писали «Объявление в Сенат», в котором говорилось о «беззакониях», которые чинили в России императрица Екатерина, её двор и её фавориты. 11 мая «Объявление» было оглашено для всех и подписано грамотными за себя и своих товарищей. В «Объявлении» упоминалось о том, что «законный государь Павел Петрович» неправильно лишён престола, о бедствиях российского народа и «несправедливости» распределения общественных благ, о «гнёте самодержавия» и бюрократического строя, мешающего развитию ремёсел и торговли. Это «Объявление» — уникальное совместное политическое обвинение от имени дворянства и простого народа. Генерал-прокурор, получив это «Объявление» через много месяцев, по повелению Екатерины II собственноручно написал: «Сей пакет хранить в Тайной экспедиции и без докладу её величеству никому не распечатывать. Князь А. Вяземской». Утром 12 мая «Святой Пётр» вышел в море и взял курс на Курильские острова. На его борту было ровно семьдесят человек.

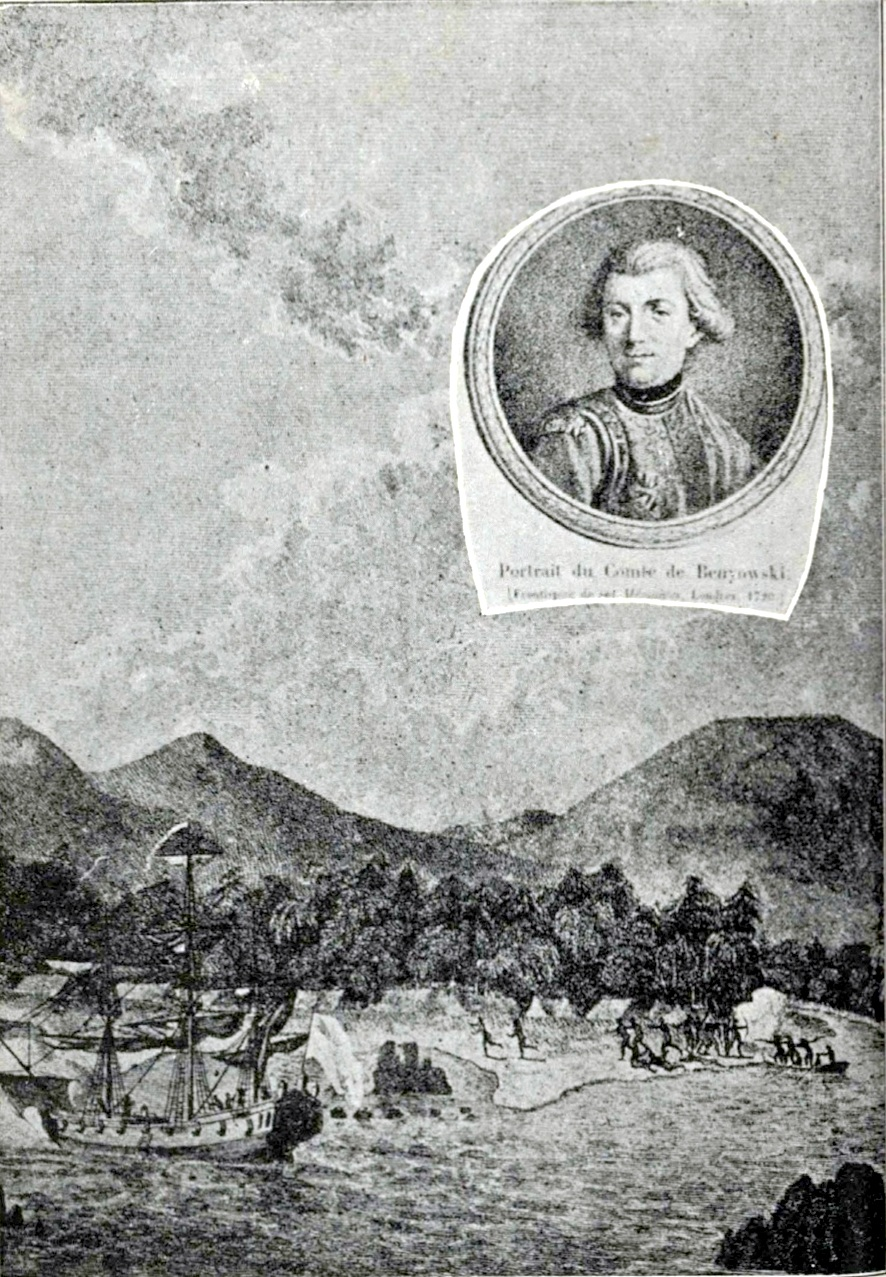
Корабль Бенёвского у острова Формоза (Тайвань). Рисунок из издания записок Бенёвского нач. XX в.

### На пути от Камчатки в Японию
В англоязычной литературе утверждается, что для побега команда Бенёвского использовала не двухмачтовый галиот «Святой Пётр», а более крупный 300-тонный трёхмачтовый корабль «Святые Пётр и Павел» (Saint Peter and Saint Paul), построенный в 1764 году морской компанией купцов Григория и Петра Пановых, Арсения Кузнецова и др., использовавшийся для перевозки пушнины. Согласно архивным данным, на судне повстанцев, помимо команды и припасов, имелось 8 пушек и 4 мортиры, что совершенно невероятно для плоскодонного галиота, пригодного в основном для каботажного плавания. Сохранился старинный японский рисунок, сделанный в княжестве Ава на острове Сикоку во время остановки там беглецов по указанию местных властей. По японским данным, судно Бенёвского имело три мачты с четырьмя якорями и сложным рулевым устройством, а длина его достигала 20 хиро (36,2 метра), что мало соответствует небольшому галиоту. Невзирая на это, многие отечественные исследователи по-прежнему считают, что мятежники совершили побег именно на галиоте.
Через пять дней плавания «Святой Пётр» сделал остановку у необитаемого острова из Курильской гряды. На нём запаслись пресной водой, напекли хлеба и сшили английские и голландские флаги. Между тем, штурманские ученики Измайлов и Зябликов и матрос Фаронов попытались обрубить якорный канат и увести захваченный корабль. Бенёвский сначала хотел казнить заговорщиков, но потом изменил своё решение и устроил им публичную порку кошками (плетьми). Герасима Измайлова и камчадалов из Катановского острожка Алексея и Лукерью Паранчиных велено было высадить на остров, оставив им «несколько ржаного провианта».

### Остановки в Японии, «предостережение Бенёвского» как вероятная подделка голландцев
Пережив шторм, страдая от жары и нехватки пресной воды, галиот в начале июля достиг берегов Японии. Японцы отбуксировали корабль в удобную бухту, привезли воды и риса, но на берег не пустили. Зато беглецов очень хорошо приняли на острове Танао-Сима архипелага Рюкю. Там простояли почти месяц, отдыхая от тяжёлого пути.
В июле 1771 года «Св. Петр» трижды заходил в японские порты. Это было второе, после М.П. Шпанберга в 1739 году, посещение русскими Японии. Оно не осталось без последствий. Именно это посещение явилось причиной подозрительности Японии к действиям России на Курильских островах и отказа японцев развивать торговлю с Россией. Приложили к этому руку голландцы, имевшие монопольное право на торговлю с Японией через свою факторию в Нагасаки. Беневский в своих мемуарах упоминает письмо, переданное им японцам для пересылки в голландскую факторию. В письме содержится просьба о помощи беглецам с Камчатки. О других письмах он не упоминает. Но в голландских архивах хранятся 6 писем Беневского, в том числе четвертое письмо, получившее название «предостережение Беневского», где говорится, что «...в этом году два русских галиота и один фрегат, выполняя тайный приказ, совершили плавание вокруг берегов Японии и занесли свои наблюдения на карту, готовясь к наступлению на Мацума и прилегающие к нему острова, намеченному на будущий год. С этой целью на одном из Курильских островов, находящемся ближе других к Камчатке, построена крепость и подготовлены снаряды, артиллерия и провиантские склады».
Большинство историков, в том числе японский исследователь Синтаро Накамура и американский Д. Кин, считают все письма, кроме первого, подделкой. Голландцы, передавшие содержание этого письма японским властям, не хотели иметь конкурентов в своей монополии на торговлю с Японией. Тем не менее, именно это письмо подтолкнуло Японию к укреплению своих северных границ, началу освоения островов Хоккайдо и южных Курильских островов.

### В тропических водах
16 августа 1771 года галиот встал на якорь у острова Формозы (совр. Тайвань). На следующий день часть экипажа, не ожидая неприятностей, отправилась на берег за водой. На берегу на русских напали. Были убиты поручик Панов, матрос Попов и охотник Логинов, несколько человек ранили стрелами. Бенёвский в ярости приказал обстрелять из пушки деревню и потопить проплывавшие мимо лодки. Похоронив погибших на тайваньском берегу, поплыли дальше.
Вскоре вновь попали в шторм, десять дней галиот носило по морю, и никто уже не знал, где находится корабль и куда его несёт. Шторм утих, но берегов всё ещё не было видно. Но тут увидели лодку. В ней был китаец, который указал путь, и 23 сентября 1771 года «Святой Пётр» бросил якорь в бухте Макао.
Бенёвский сразу же нанёс визит губернатору колонии. Он представился подданным польского короля Стани́слава II, «в научных целях» совершившим путешествие на Камчатку, купившим там торговое судно с русским экипажем. Губернатор поверил, предложил русским на время отдельный дом, познакомил Бенёвского с крупнейшими местными судовладельцами и купцами. За проданную пушнину накупили достаточно еды, сменили изношенную одежду. Однако пребывание в Макао оказалось тяжёлым испытанием. Резкая перемена климата и изнурительный морской переход ослабили иммунитет россиян, и они стали мишенью тропических болезней, которые унесли пятнадцать жизней. 16 октября 1771 года скончался штурман Максим Чурин. Бенёвский редко бывал с экипажем, почти всё время проводил у губернатора и других влиятельных персон. Товарищи не знали, что у него на уме.

### Продажа корабля и отъезд во Францию
Тем временем Бенёвский продал потрёпанный и непригодный к океанскому плаванию «Св. Пётр» со всем грузом и имуществом. Узнав об этом, беглецы возмутились, выступил против даже верный швед Винблан. Противоречия, которые накопились за месяцы плавания, вышли наружу, когда отдалилась опасность погони. Бенёвский прибег к помощи губернатора. Винблана и Степанова с сообщниками рассадили по тюрьмам, «покуда не одумаются». Горячие речи и воззвания Бенёвского оказали своё действие. Команда согласилась и далее считать его капитаном. Бенёвский поспешил отплыть из Макао. Сели на китайские джонки, добрались до Кантона, там уже ждали зафрахтованные французские корабли «Дофин» и «Ляверди». 16 марта 1772 года корабли пришли на Иль-де-Франс (Маврикий), запаслись водой. Во французских владениях Бенёвский чувствовал себя в безопасности — Франция в те годы была с Россией в плохих отношениях. Бенёвский встречался с французским губернатором, и тот рассказывал ему о Мадагаскаре. Можно предположить, что именно эти беседы определили всю дальнейшую судьбу неуёмного искателя приключений.
7 (18) июля 1772 года бывшие камчатские острожники благополучно добрались до берегов Бретани и сошли на берег в городке Пор-Луи, где, как пишет Рюмин, «определена нам была квартира, и пища, и вина красного по бутылке в день». Из 70 человек, отплывших с Камчатки, во Францию прибыли 37 мужчин и 3 женщины.

## Колонизация Мадагаскара
Бенёвский оставил своих спутников в Пор-Луи, а сам отправился в Париж. Там он стал популярной фигурой в аристократических салонах — романтическим героем и «славным путешественником», вырвавшимся из «страшной Сибири». Естественной реакцией было предложение поступить на французскую службу. Он выступает с проектом завоевания Алеутских, Курильских островов, Формозы. Но министр иностранных дел герцог дʼЭгийон и морской министр де Буайн предложили «графу» возглавить другую экспедицию — на Мадагаскар. Бенёвский охотно согласился и вернулся в Пор-Луи. Последнее собрание беглецов было коротким. Каждый уже принял своё решение. 11 человек решили не расставаться с капитаном — семеро рабочих, приказчик Чулошников, матросы Потолов и Андреянов с женой и верный ученик Бенёвского Ваня Устюжанинов. Остальным Бенёвский выписал подорожные до Парижа. Он уже, судя по всему, встречался в Париже с русским резидентом Хотинским и выяснил, что решившим вернуться добровольно в Россию ничего не грозит.
Екатерина II рассудила, что в этом случае лучше всего проявить милосердие и избежать излишней огласки. К тому же сама невероятность плавания и лишения, выпавшие на долю беглецов, её растрогали. Императрица была в курсе всех дел — недаром, как только журнал путешествия прибыл в Петербург, она немедленно его внимательно прочла.
27 марта 1773 года восемнадцать человек из команды Бенёвского отправились домой. Они пешком дошли до Парижа[уточнить], встретились там с русским резидентом и 30 сентября 1773 года увидели форты Кронштадта. Швед Винблан вернулся на родину, несколько русских поступили на французскую военную службу.
В феврале 1774 года Бенёвский высадился на Мадагаскаре, сопровождаемый командой из 21 офицера и 237 моряков. Не встретив серьёзного сопротивления, они приступили к постройке «столицы» острова — города Луибур. 1 октября 1776 года 62 старейшины местных племён избрали Бенёвского «новым Ампансакабе», то есть верховным властелином Мадагаскара. Влияние новой колонии росло. В порт всё чаще заходили торговые корабли. Это вызывало зависть колониальных властей близлежащих островов Маврикий и Реюньон. Оттуда в Париж посылали негативные реляции о деятельности Бенёвского. К тому времени благоволившего барону Людовика XV уже больше двух лет как не было в живых. Да и депеши, которые недоброжелатели мадагаскарского властителя неустанно отправляли в Версаль, видимо, сыграли свою роль.
Помощь из Франции перестала поступать. В лагере Бенёвского свирепствовали тропические болезни; число европейцев под его начальством сократилось до шестидесяти трёх. Это вынудило его свернуть тут свою деятельность и вернуться в Париж.
Вопреки ожиданиям, во Франции барона встретили с ещё большим интересом, чем прежде. Людовик XVI жалует ему титул графа, звание бригадного генерала, орден св. Людовика и крупное денежное вознаграждение. Однако поскольку ожидаемых сокровищ на Мадагаскаре не было обнаружено, версальский кабинет принял решение положить проект дальнейшего освоения острова под сукно.

## Между Европой и США
Когда в Европе разгорелась Война за баварское наследство, Бенёвский вновь взялся за оружие на стороне австрийской короны. Это вполне примирило его с венским двором. Более того, императрица Мария Терезия даровала ему титул графа. Вернувшись в наследственный замок в Бецковской Вьеске, Бенёвский пишет мемуары и проект развития австрийской морской торговли в Далмации. Но в середине 1779 года Бенёвский снова возвращается во Францию. Во время пребывания в Париже Бенёвский увлёкся шахматами и на этой почве сблизился с американским посланником Бенджамином Франклином, который впоследствии принимал деятельное участие в воспитании его детей. Услышав об Американской войне за независимость, искатель приключений устремляется в Америку, рассчитывая вместе с Пулавским вновь побороться за идеалы свободы. Он выехал в Америку из Гамбурга вместе с тремя сотнями гусар, завербованными Франклином. Но англичане задержали корабль и высадили добровольцев в Портсмуте. Бенёвскому удалось избежать их участи, но в Америке он оказался без денег, связей и рекомендательных писем. Пулавского он застал уже смертельно раненым. Хирург госпиталя засвидетельствовал потом, что они беседовали о совместной борьбе на полях отчизны и её страданиях. После смерти Пулавского Бенёвскому не оставалось ничего иного, как вернуться в Европу, однако здесь он пробыл недолго и уже в 1781 году предложил свои услуги лично Джорджу Вашингтону. Проект Бенёвского, рукописный вариант которого до сих пор хранится в архивах Госдепартамента США, предусматривал формирование из завербованных в Европе людей «Американского легиона» численностью до нескольких тысяч солдат с кавалерией и артиллерией. Конгресс не успел утвердить проект, 19 октября 1781 года английские войска лорда Корнуоллиса капитулировали.

## Вторая поездка на Мадагаскар
По-прежнему озабоченный снаряжением экспедиции на Мадагаскар, Бенёвский попытался увлечь своим проектом нового австрийского императора Иосифа II, который выразил своё одобрение, но денег не пообещал. В поисках финансирования в 1783 году Бенёвский отправился в Лондон. Ему удалось увлечь своим предприятием Жана-Гиацинта де Магеллана, учёного, члена Лондонского королевского научного общества, потомка знаменитого мореплавателя. Бенёвский и Магеллан учредили торговую компанию. Чтобы привлечь к проекту американских партнёров, искатель удачи 14 апреля 1784 года уехал в Балтимор, где окончательно оформился англо-американский консорциум.
25 октября 1785 года Бенёвский на американском торговом судне «Лэнтрэпид» вышел в море. Во время тропического шторма его корабль унесло к берегам Бразилии, где понадобилось несколько недель на устранение повреждений. Наконец достигнув Мадагаскара, Бенёвский убедил туземцев изгнать французских представителей с острова и основал новую столицу — город Мавритания, назвав его собственным именем.
С Иль-де-Франса (Маврикия) был отправлен карательный отряд капитана Ларшера. Совершенно случайно французы наткнулись на тайную тропинку, ведущую к Мавритании со стороны суши. Таким образом, утром 23 мая 1786 года отряд Ларшера с тыла неожиданно пошёл на штурм Мавритании, во время которого «король» погиб от шальной пули в самом начале атаки. Похоронен Бенёвский был на Мадагаскаре, рядом с двумя русскими товарищами, вместе с которыми когда-то осуществил побег с Камчатки.

## Память о Бенёвском

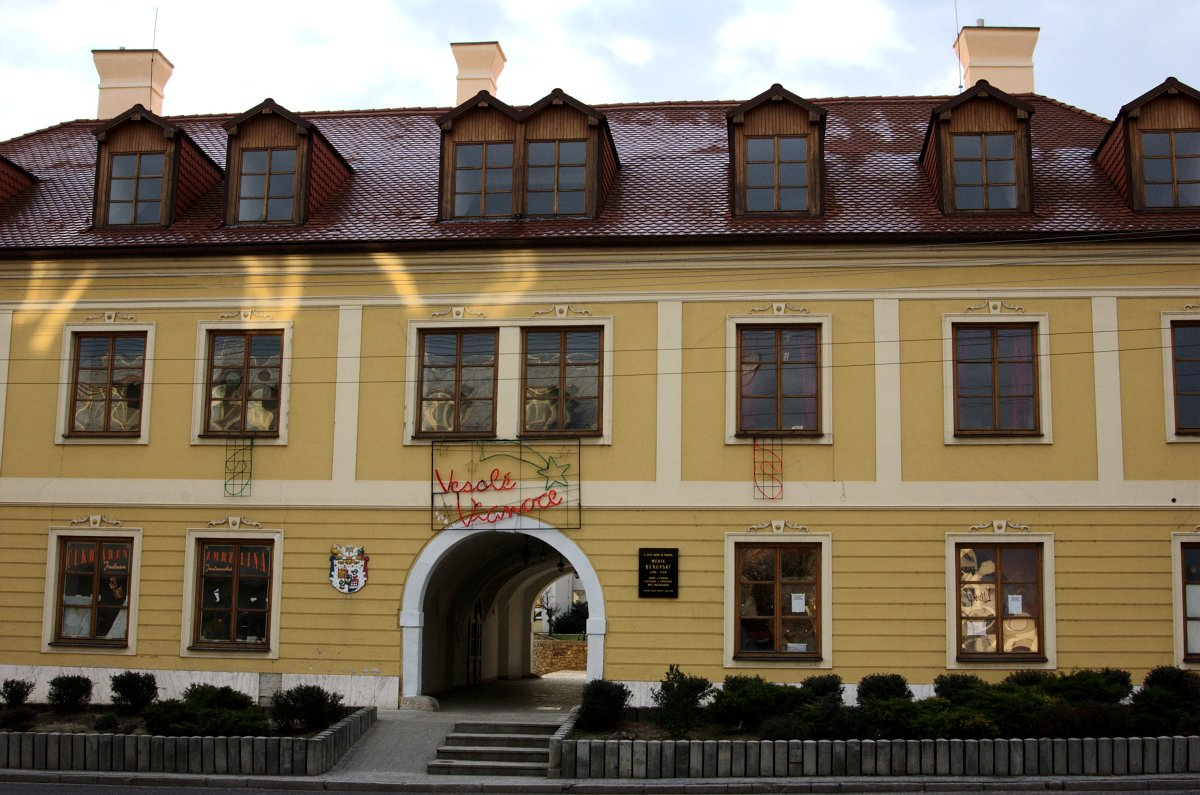
Дом Бенёвского

Наибольшую известность Бенёвскому доставили его мемуары, приукрашенные и переведённые на английский язык его товарищем Магелланом. Первое их издание появилось в Лондоне в 1790 году, через пару месяцев в Берлине напечатали немецкое издание. В течение последующего года мемуары были переведены на французский, голландский и шведский, ещё через пару лет — на польский язык.
Книга пользовалась таким грандиозным успехом, что популярный драматург Август фон Коцебу написал на сюжет побега с Камчатки трагикомедию «Граф Бенёвский» (1798). Эта пьеса известна тем, что на её американской премьере в 1814 году впервые прозвучал гимн США. Хотя ещё в 1800 году в Париже давали оперу про похождения Бенёвского, более известна построенная на той же коллизии романтическая опера австрийца Альберта Франца Доплера. В 1826 году оперу о Бенёвском сочинил англичанин Чарльз Эдуард Хорн.
Деятельность Бенёвского на Мадагаскаре подчас трактовалась как попытка реализовать утопическую программу по образцу «Города Солнца» Томмазо Кампанеллы. Так, в 1928 году Смирнов Н. Г. написал приключенческий роман «Государство Солнца», где Бенёвский (под именем Августа Беспойска) является одним из главных героев. Основные события романа происходят на Камчатке, в Японии,  на Формозе, во Франции и на острове Мадагаскар.
У Юлиуша Словацкого есть поэма под названием «Бенёвский». Одна из улиц мадагаскарской столицы Антананариву и улица в провинциальном городе Анцирабе носит имя знаменитого словака.
Судьбе Бенёвского посвящены исторические романы российского писателя Валерия Поволяева «Король Красного Острова» и французского писателя, лауреата Гонкуровской премии, историка и дипломата Жана-Кристофа Руфена «Кругосветное путешествие короля Соболя».
Является одним из персонажей фантастических книг литературного проекта «Этногенез». Упоминается в книгах «Пираты: Остров Демона» и «Пираты-2: Остров Паука».

## Легенда о сокровищах Бенёвского
Существует легенда о том, что Бенёвскому, однако, вместе с единомышленниками удалось спастись во время штурма французами Мавритании, и он начал совершать нападения на французские торговые суда в Индийском океане. Самой последней добычей удачливого «поляка» был французский галеас «Анжеблуа», на котором, по сообщению губернатора французской колонии в Индии Мариуса де ля Гуэльера, находилось золота и бриллиантов на поистине фантастическую сумму — немногим менее пятнадцати миллиардов франков. После захвата «Анжеблуа» Бенёвский окончательно покинул Индийский океан и исчез вместе с колоссальной добычей на целых полтора года. Но в 1787 году «Капитана Пратта» вдруг встречают в окрестностях Сен-Пьера, административного центра французской колонии Микелон, расположенной у берегов Ньюфаундленда в Северной Атлантике. Бенёвский пытается напасть на бриг «Шопрен», который только-только прибыл из Франции и доставил для колонистов провизию и прочие товары. Однако на этот раз удача была не на стороне бывшего мадагаскарского губернатора — пушки береговых фортов Сен-Пьера разнесли «Капитана Пратта» в пух и прах, а он сам и большая часть его команды погибают в результате взрыва пороховых погребов. Но перед боем в Галифаксе по причине болезни был оставлен многолетний спутник Бенёвского Иван Устюжанинов. Вернувшись в Россию и будучи принят на службу в Иностранную коллегию, И. Устюжанинов до самой смерти, наступившей в 1799 году, неоднократно пытается заинтересовать царских чиновников, а также частных предпринимателей и промышленников перспективами организации оснащённой морской экспедиции к Лабрадору. Учитывая, что это недалеко от Новой Шотландии, где находится остров Оук с его легендарной «Денежной шахтой» и что в записках Ивана Устюжанинова также фигурирует фамилия английского матроса Мак-Гинниса (совпадающая с фамилией матроса, дом которого, собственно, и стоял на самой Денежной шахте), родилась гипотеза, что таинственное гидротехническое сооружение на острове Оук было создано именно для сокрытия сокровищ Бенёвского.

## В кино
- «Виват, Бенёвский!» (Vivát, Benyovszky!) — мини-сериал реж. Габора Варконьи, Владимира Мако (Венгрия—Чехословакия, 1975)
- «Недобровольные путешествия Морица Августа Бенёвского» (Die unfreiwilligen Reisen des Moritz August Benjowski) — мини-сериал реж. Фриц Умгелтера (Германия, Италия, Франция, 1974)